# Хунко, Тито
Аугусто Херардо Хунко Тассинари, более известный как Тито Хунко (исп. Augusto Gerardo Junco Tassinari, mas conocido como Tito Junco) (3 октября 1915, Гутьеррес-Самора, Веракрус, Мексика — 9 декабря 1983, Мехико, Мексика) — мексиканский актёр и продюсер, внёсший огромный вклад в историю мексиканского кинематографа — 173 ролей в кино и телесериалах (по некоторым другим сведениям, ролей свыше 200).

## Биография
Родился 3 октября 1915 года в Гутьеррес-Саморе в семье Сильвио Хунко кубинского происхождения и Энрикеты Тассинари итальянского происхождения. также в семье жили брат Виктор Хунко и сестра Луиса Вирхиния. С 1933 по 1935 год учился в Военно-морской академии Веракруса. Он переехал в Мексику вместе со своим братом Виктором в 1935 году и оба решили стать актёрами. Он начинал как актер в фильмах, играя маленьких персонажей, в то время, как его младший брат сразу же получал ведущие роли. В конце 1930-х годов он получил свои первые важные роли, положив начало долгой и актуальной карьере. Он работал примерно в свыше чем 200 работах в кино и телесериалах (известно о 173 работах, где актёр сыграл точно), в то время как его младший брат сыграл в 137 работах в кино и телесериалах — братья Виктор и Тито внесли огромный вклад в историю мексиканского кинематографа, снявшись в более чем ста фильмах и телесериалах. Затем он работал в театре и на телевидении. Он никогда не был женат и не имел детей, но его романтически связывали актрисы Мария Феликс и Долорес дель Рио, которые были большой любовью всей его жизни.
Вместе со своим братом Виктором  он появлялся в небольших фильмах, таких как: «Аделита» и «Миллионы Шафлана», даже успев поработать в американских постановках, выделив «Элькапитана-авантюриста» и «Кладбище де лас Агилас», а также работал с Луисом Бунюэлем в Смерть в этом саду, Женщина без любви и Ангел-истребитель.
Актёр имел возможность работать с такими именитыми актерами, как Росарио Гранадос, Лупе Инклан, Сония Инфанте, Кантинфлас, Хоакин Кордеро, Хорхе Негрете, Эльджа Перальта, Мишель Пикколи, Сильвия Пиналь, Фернандо Рей, Эмма Рольдан, Симона Синьоре и Алехандро Чиангеротти. Кроме того, он снимался у выдающихся режиссёров-постановщиков: Луиса Бунюэля, Мигеля М. Дельгадо, Нормана Фостера и Рафаэля Хиля.
Скончался 9 декабря 1983 года в Мехико от сердечного приступа. Похоронен на кладбище Пантеон.

## Фильмография

### Телесериалы
| Год  | Название телесериала | Роль            | 1960 | Смертный грех |  |
| 1967 | Шторм                | Франсиско Вилья |      |               |  |

### Фильмы
| Год                                | Название фильма | Роль |
| ---------------------------------- | --- | --- |
| 1938                               | | |
| 1940                               | | |
| 1941                               | | |
| 1942                               | | |
| 1943                               | | |
| 1944                               | | |
| 1945                               | | |
| 1946                               | | |
| 1947                               | | |
| 1948                               | | |
| 1949                               | | |
| 1950                               | | |
| 1951                               | Гора благочестия; Женская доля; Женская тюрьма (+ продюсер); Жертвы греха; Леди Фатима; Любимый Мариасские острова; Мужчины без души; Они никогда не должны любить | Родриго дель Пасо; Густаво Алонсо; Альберто Суарес; Эпизод; Оливейра; Эпизод; Генерал; Густаво Алонсо; Дон Фабиан |
| 1952                               | | |
| 1953                               | | |
| 1954                               | | |
| 1955                               | | |
| 1956                               | | |
| 1957                               | | |
| 1958                               | | |
| 1959                               | | |
| 1960                               | | |
| 1961                               | | |
| 1962                               | | |
| 1963                               | | |
| 1964                               | | |
| 1965                               | | |
| 1966                               | | |
| 1967                               | | |
| 1968                               | | |
| 1969                               | | |
| 1970                               | | |
| 1971                               | | |
| 1972                               | | |
| 1973                               | | |
| 1974                               | | |
| 1975                               | | |
| 1976                               | | |
| 1977                               | | |
| 1978                               | | |
| 1979                               | | |
| 1980                               | | |
| 1981                               | | |
| 1982                               | | |
| 1983                               | | |
| 1984 (посмертные выходы на экраны) | | |
| 1985                               | Тонья с мачете (посмертный выход на экраны) | |
| 1988                               | С ненавистью к цвету кожи (посмертный выход на экраны) | |